# Malév
MALÉV Hungarian Airlines (von ungarisch Magyar Légiközlekedési Vállalat ‚Ungarische Lufttransportgesellschaft‘) war die nationale Fluggesellschaft Ungarns mit Sitz in der Hauptstadt Budapest. Ihre Heimatbasis war der Flughafen Budapest Liszt Ferenc. Sie war ein Mitglied der Luftfahrtallianz oneworld. MALÉV musste am 3. Februar 2012 aus wirtschaftlichen Gründen den Betrieb einstellen.

## Geschichte
Am 4. Juli 1918 wurde in Ungarn ein regelmäßiger Postflugdienst eröffnet, 1920 gründete sich die erste ungarische Fluggesellschaft Maefort. Es folgten Aeroexpress und Malert. Im Jahr 1937 wurde in Budaörs der erste internationale Flughafen eröffnet. Der Zweite Weltkrieg unterbrach die Expansion der ungarischen Verkehrsluftfahrt. Malert wurde 1946 aufgelöst.
Gegründet wurde Malév am 29. März 1946 in Budapest als ungarisch-sowjetisches Gemeinschaftsunternehmen Maszovlet. Als Erstausstattung lieferte die Sowjetunion fünf Li-2 und bis 1948 sechs weitere. Im Jahr 1950 wurde der neue Budapester Flughafen Ferihegy als damals modernster Europas eröffnet. Am 25. November 1954 erklärte die Sowjetunion vertraglich ihren Austritt aus dem nun Malév genannten Unternehmen.
Mit Einführung der Tupolew Tu-134 begann 1966 bei Malév das Jet-Zeitalter. Ab 1973 wurde das internationale Streckennetz schnell vergrößert. Im Jahr 1984 wurde Malév Mitglied der IATA.
Im Jahr 1992 begann mit der Eröffnung von Fluglinien nach Japan und Nordamerika das interkontinentale Zeitalter für Malév. Das staatliche Unternehmen wurde im selben Jahr in eine Aktiengesellschaft umgewandelt. Bei der ersten Privatisierungsrunde im Dezember 1992 gingen 30 % an die Alitalia und 5 % an die Simest-Investmentgesellschaft. Im Jahr 1997 wurden diese beiden Aktienpakete von den ungarischen Banken OTP Bank Rt. und Magyar Külkereskedelmi Bank Rt aufgekauft. Nachdem 1999 die ungarische Treuhandgesellschaft ÁPV Rt die beiden Aktienpakete der beiden Banken aufgekauft hatte, befanden sich lange Zeit 99,95 % in Händen der ÁPV Rt und 0,05 % in Händen von Kleinaktionären.
Anfang 2007 wurde Malév von der russischen Flugallianz AiRUnion übernommen, bereits am 26. Januar 2009 ging der Besitz jedoch auf Grund finanzieller Probleme der AirUnion an die staatliche russische Bank Wneschekonombank (VEB) über. Strategischer Partner bei der Umstrukturierung der angeschlagenen Malév sollte die russische Fluggesellschaft Aeroflot sein, die sich damit strategischen Zugang zum europäischen Markt verschaffte. Daneben wollte die russische Fluggesellschaft ihre Boeing-Maschinen künftig bei der Malév-Tochter Aeroplex warten lassen.
Ende Februar einigten sich die Moskauer Entwicklungsbank VEB und die ungarische Regierung auf eine erneute Verstaatlichung der Airline. Bis zuletzt lagen die Anteile an Malév bei der VEB. Eine Beschwerde der Konkurrenten Wizz Air und Travel Service bei der EU-Kommission wurde angekündigt. Der ungarische Staat konnte mit einer Kapitalerhöhung von 25,2 Milliarden Forint (ca. 93 Mio. EUR) wieder in den Besitz von 95 % der Aktien kommen.
Im Dezember 2011 gab die ungarische Regierung bekannt, zusammen mit ausländischen Investoren einen neuen Flag-Carrier ins Leben rufen zu wollen. Die nach wie vor defizitäre Malév werde in der Folge im Rahmen einer Insolvenz abgewickelt. Im Januar 2012 verurteilte die Wettbewerbskommission der EU die ungarische Regierung zur Rückforderung von zu Unrecht gewährten Unterstützungsleistungen in Millionenhöhe von Malév. Im selben Monat verhängte die Regierung Konkursschutz über die Fluggesellschaft, nachdem nun kurzfristig die Zahlungsunfähigkeit drohte.
Am 3. Februar 2012 um 6:00 Uhr stellte die Fluggesellschaft schließlich ihren Betrieb ein, nachdem Meldungen über den nahenden Konkurs die Liquiditätsschwierigkeiten verschärft hatten und Lieferanten auf Zahlung per Vorkasse bestanden. Konkreter Anlass für die Absage aller Flüge war offensichtlich, dass sich das Bodenpersonal des Flughafens Tel Aviv weigerte, einen Malév-Flug abzufertigen, wenn nicht umgehend „eine große Summe“ gezahlt würde.

## Ziele

Von Malév 2011 angeflogene Länder

Malév bediente von Budapest aus ein dichtes Netz an Strecken innerhalb Europas und flog darüber hinaus auch einige Metropolen im Nahen Osten an. Ziele waren beispielsweise London, Mailand, Paris, Stockholm, Sarajevo, Moskau und Tel Aviv. In Deutschland wurden Frankfurt, Berlin, Hamburg, Düsseldorf und Stuttgart angeflogen, in der Schweiz Zürich. Die Langstreckenflüge der Gesellschaft, zuletzt nach Toronto und New York, wurden im Sommer 2008 eingestellt, die dafür genutzten Maschinen vom Typ Boeing 767-300ER wurden ausgemustert.
Malév arbeitete auf vielen Linien im Rahmen eines Code-Shareabkommens mit anderen Fluggesellschaften zusammen. So wurden entweder ein Teil der Reise oder die gesamte Flugstrecke von Iberia, Finnair, Japan Airlines, British Airways, Air France, Czech Airlines, Aerosvit Airlines, Moldavian Airlines, Aeroflot, Bulgaria Air, Alitalia, American Airlines und Air Baltic durchgeführt.

## Flotte

### Flotte bei Betriebseinstellung
Bei Einstellung des Flugbetriebs im Februar 2012 bestand die Flotte der Malév aus 22 Flugzeugen mit einem Durchschnittsalter von 8,1 Jahren:
| Flugzeugtyp            | aktiv | bestellt | Anmerkungen                                     |
| ---------------------- | ----- | -------- | ----------------------------------------------- |
| Boeing 737-600         | 06    |          |                                                 |
| Boeing 737-700         | 07    |          |                                                 |
| Boeing 737-800         | 05    |          |                                                 |
| De Havilland DHC-8-400 | 04    | 04       | Auslieferung war geplant bis 2012; + 4 Optionen |
| Suchoi Superjet 100    |       | 15       | Auslieferung war geplant ab 2011; +15 Optionen  |
| Gesamt                 | 22    | 19       |                                                 |

### Zuvor eingesetzte Flugzeuge
MALÉV Hungarian Airlines betrieb früher folgende Typen:
- Bombardier CRJ200
- Boeing 737-200
- Boeing 767-300ER
- Douglas DC-3 (HA-TSA)
- Fokker 70
- Iljuschin Il-14
- Iljuschin Il-18
- Jakowlew Jak-40

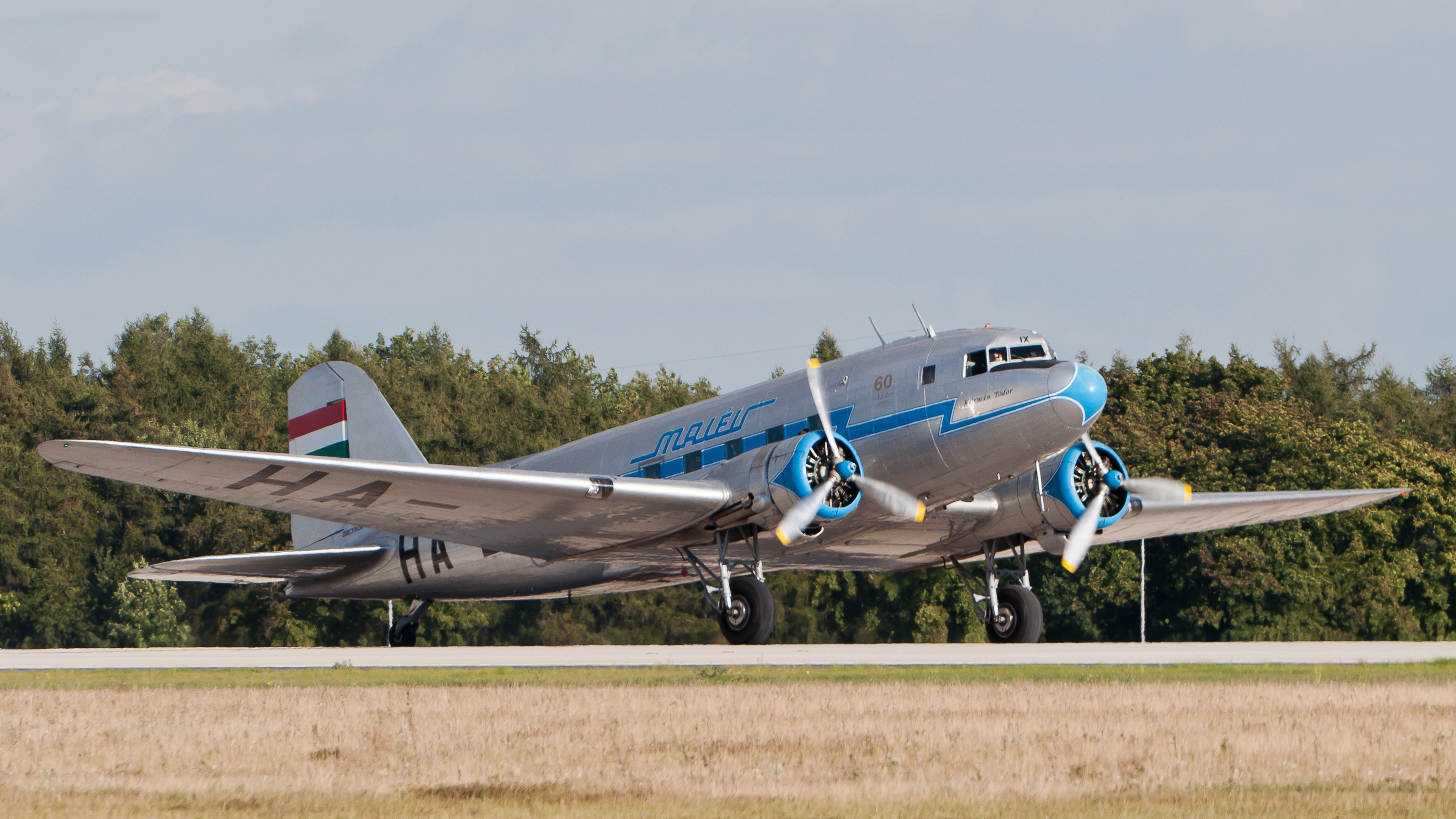
Lissunow Li-2
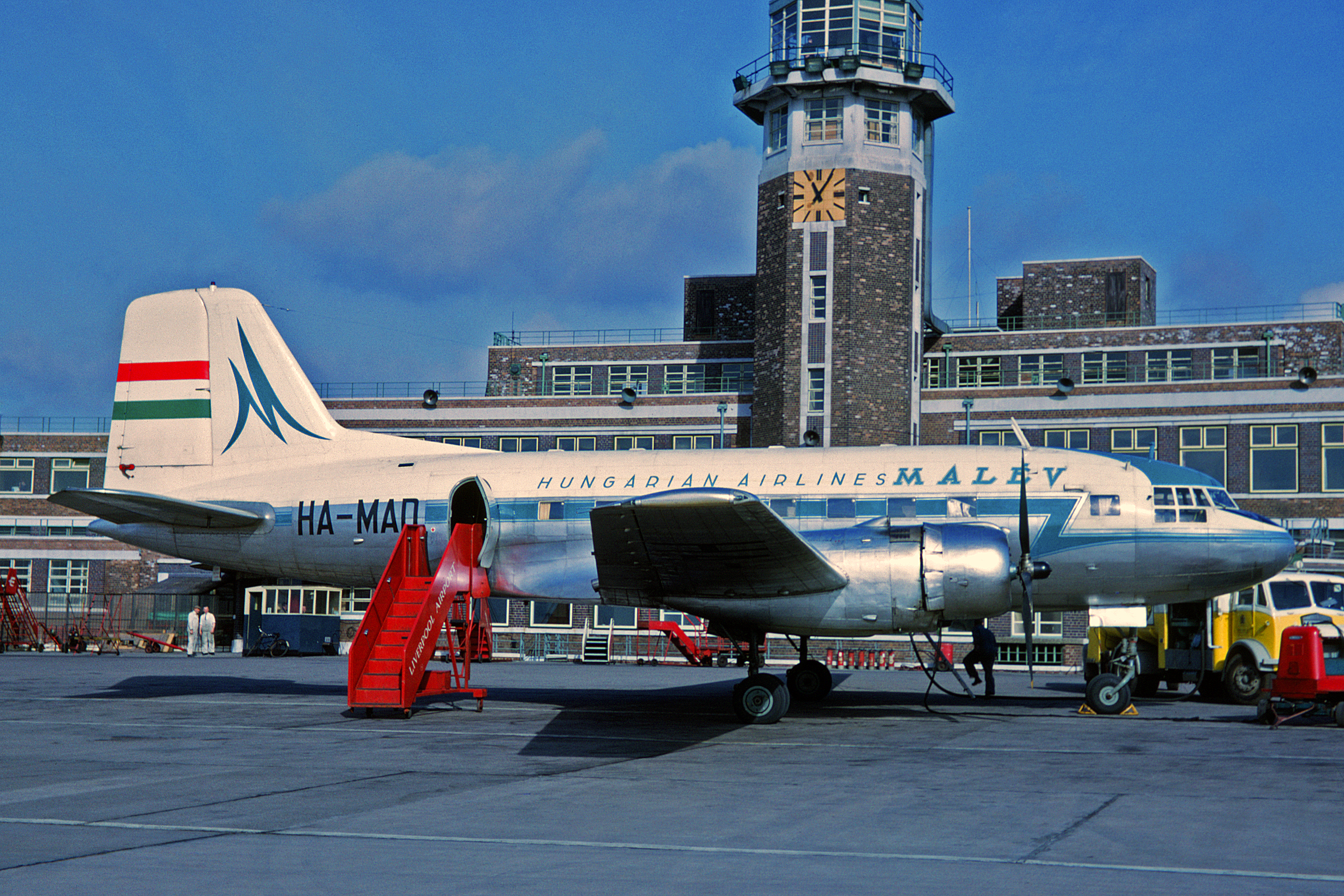
Iljuschin Il-14
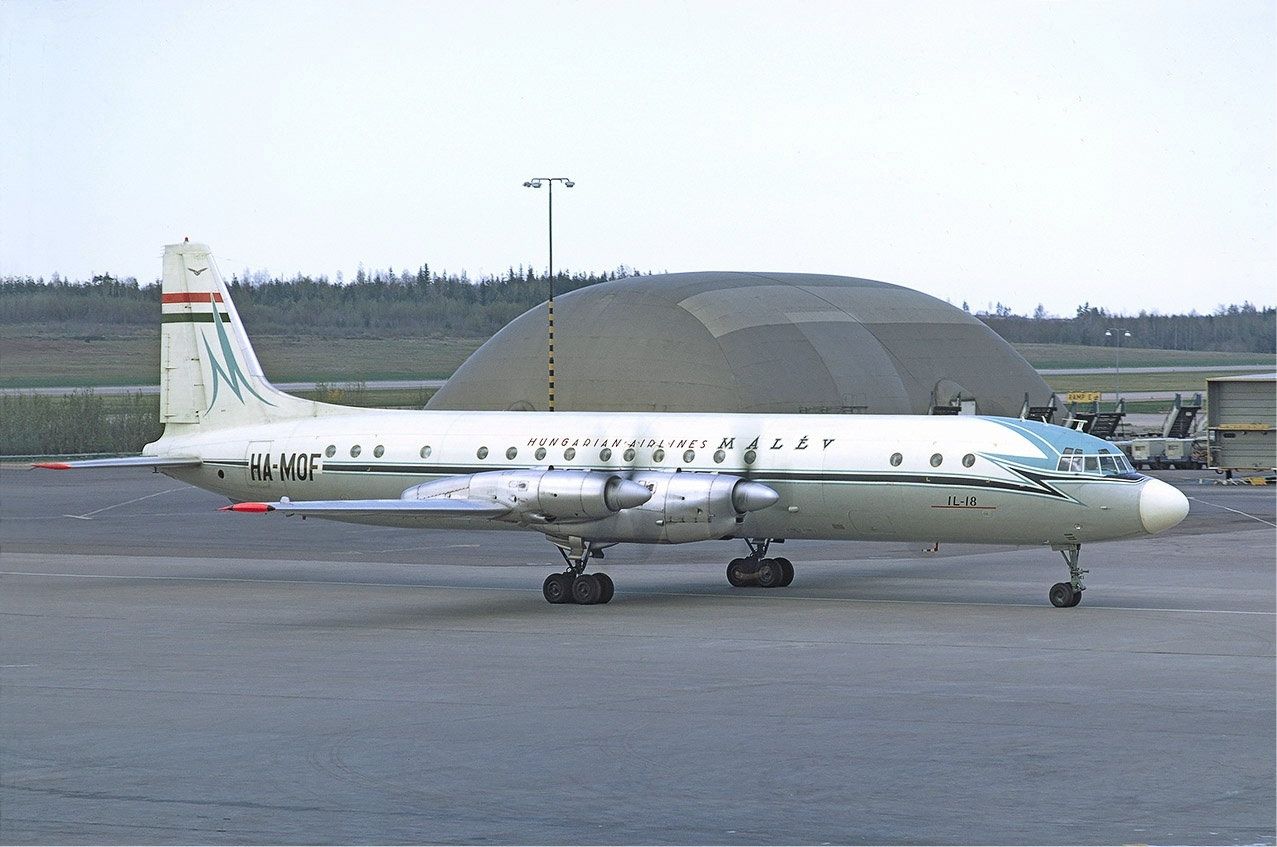
Iljuschin Il-18
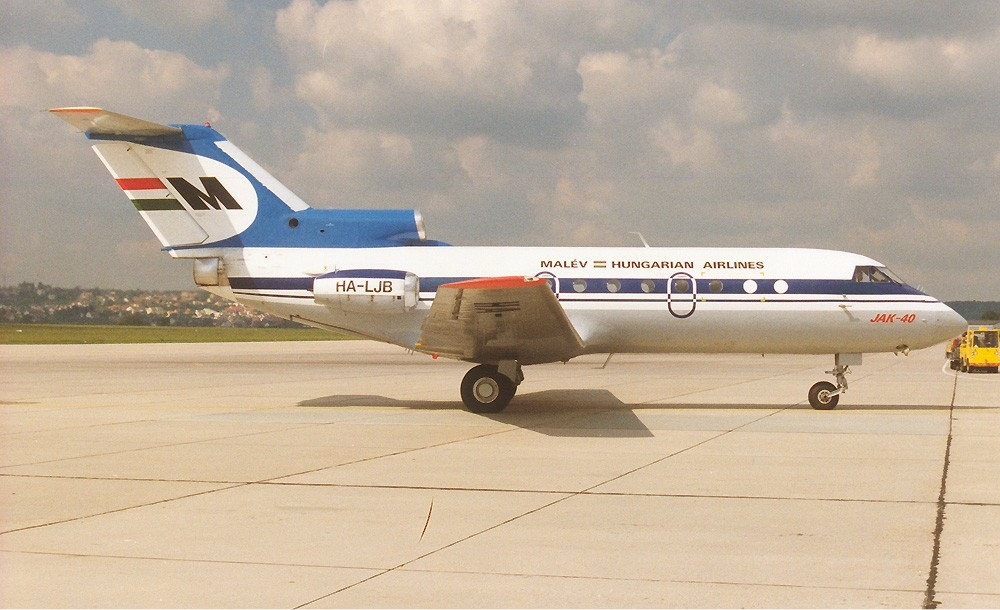
Jakowlew Jak-40
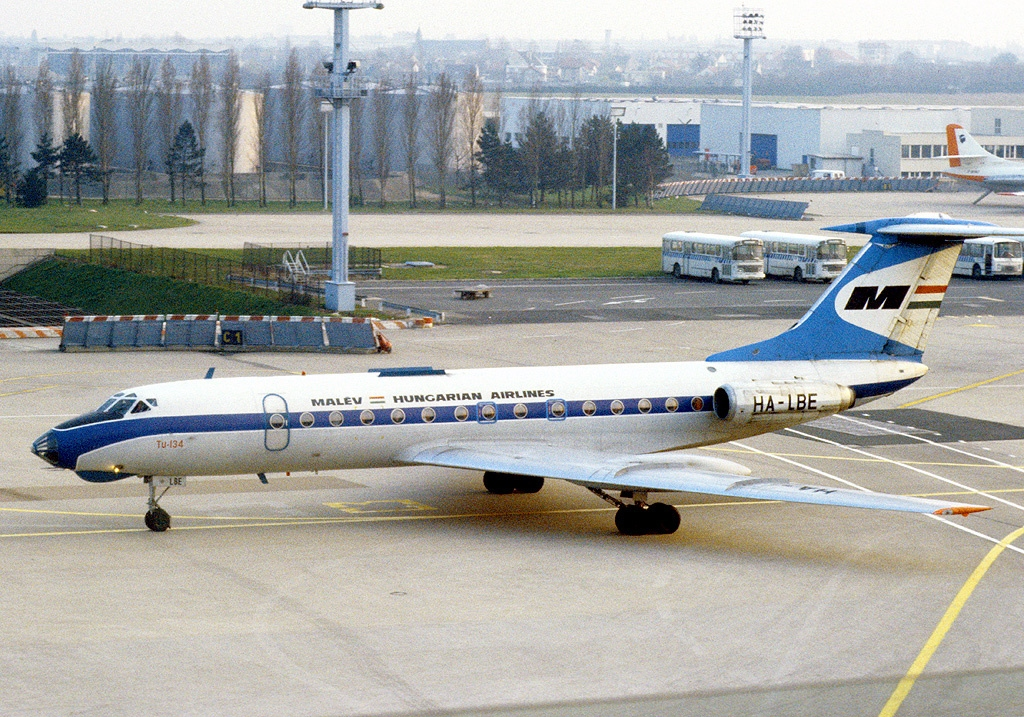
Tupolew Tu-134
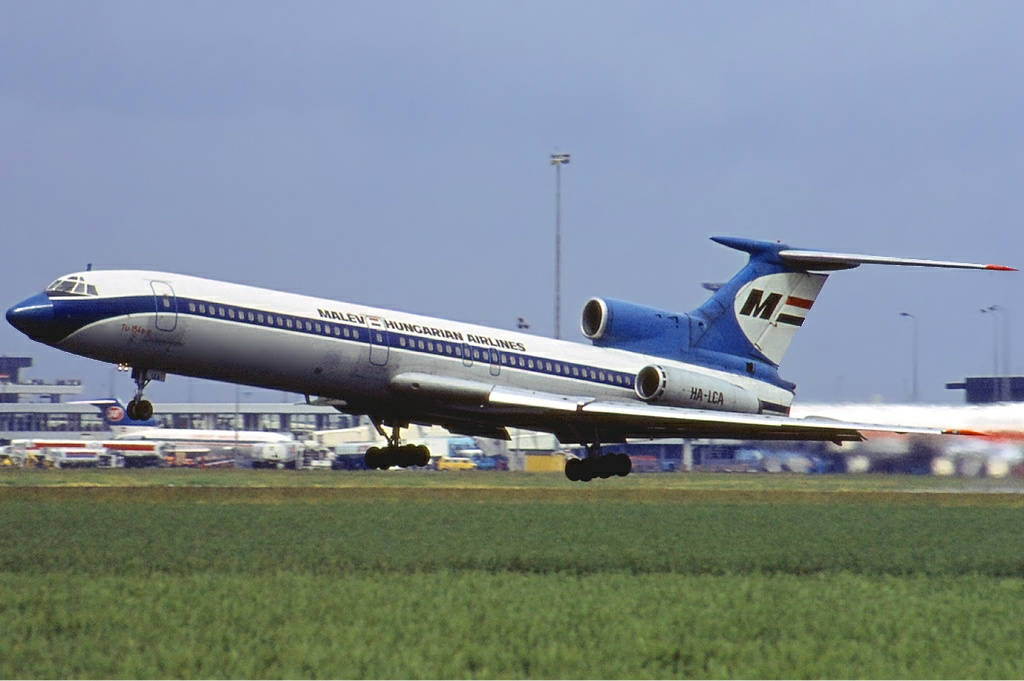
Tupolew Tu-154

## Galerie

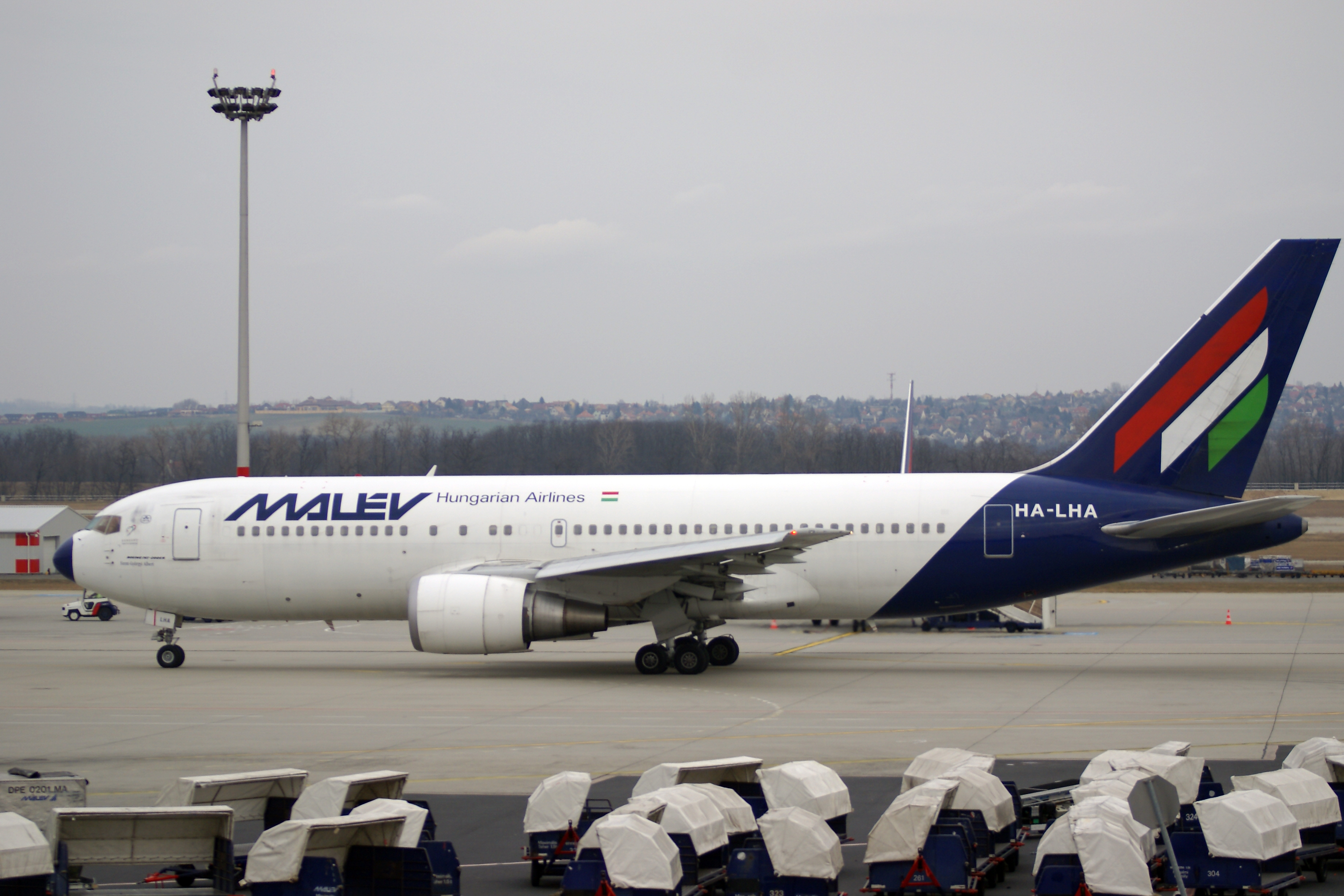
Boeing 767-200ER
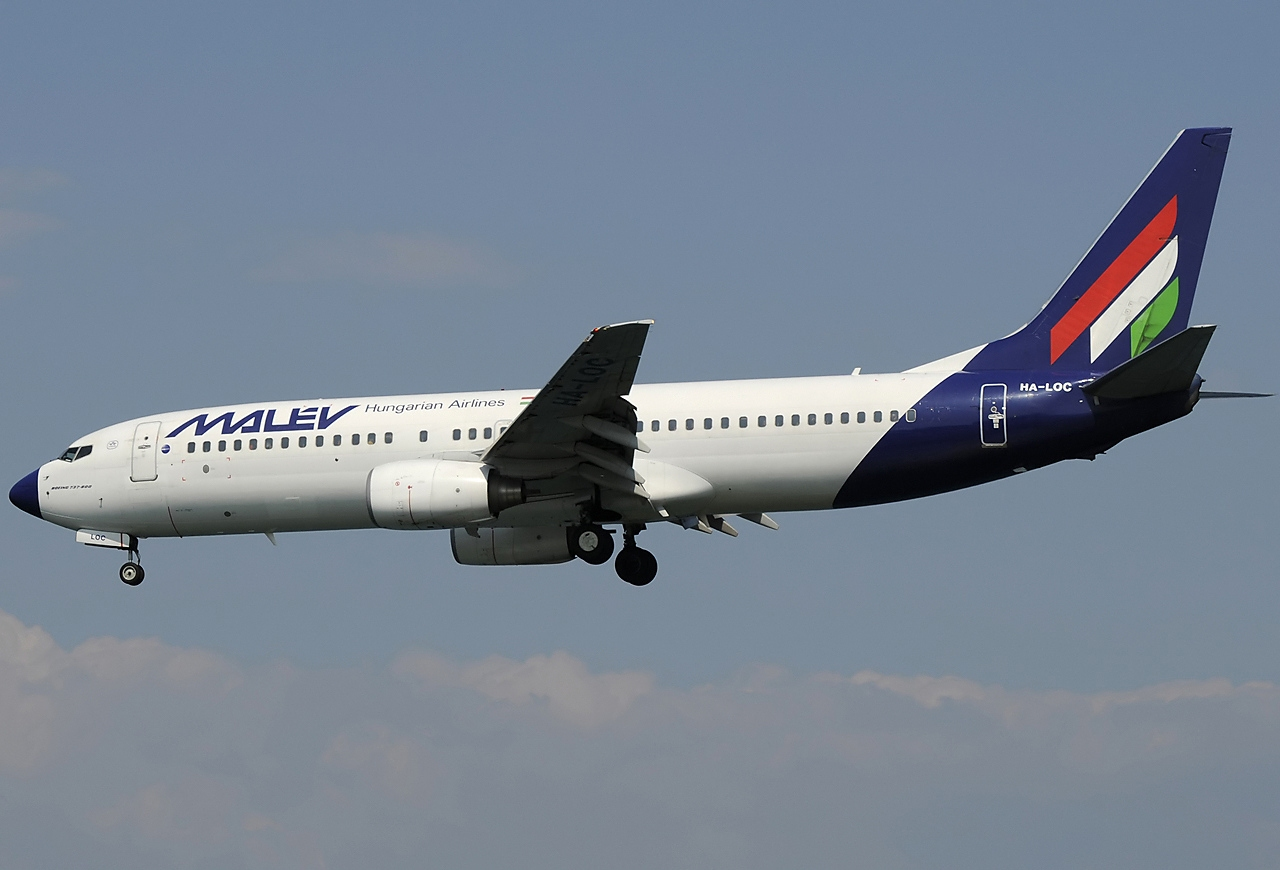
Boeing 737-800
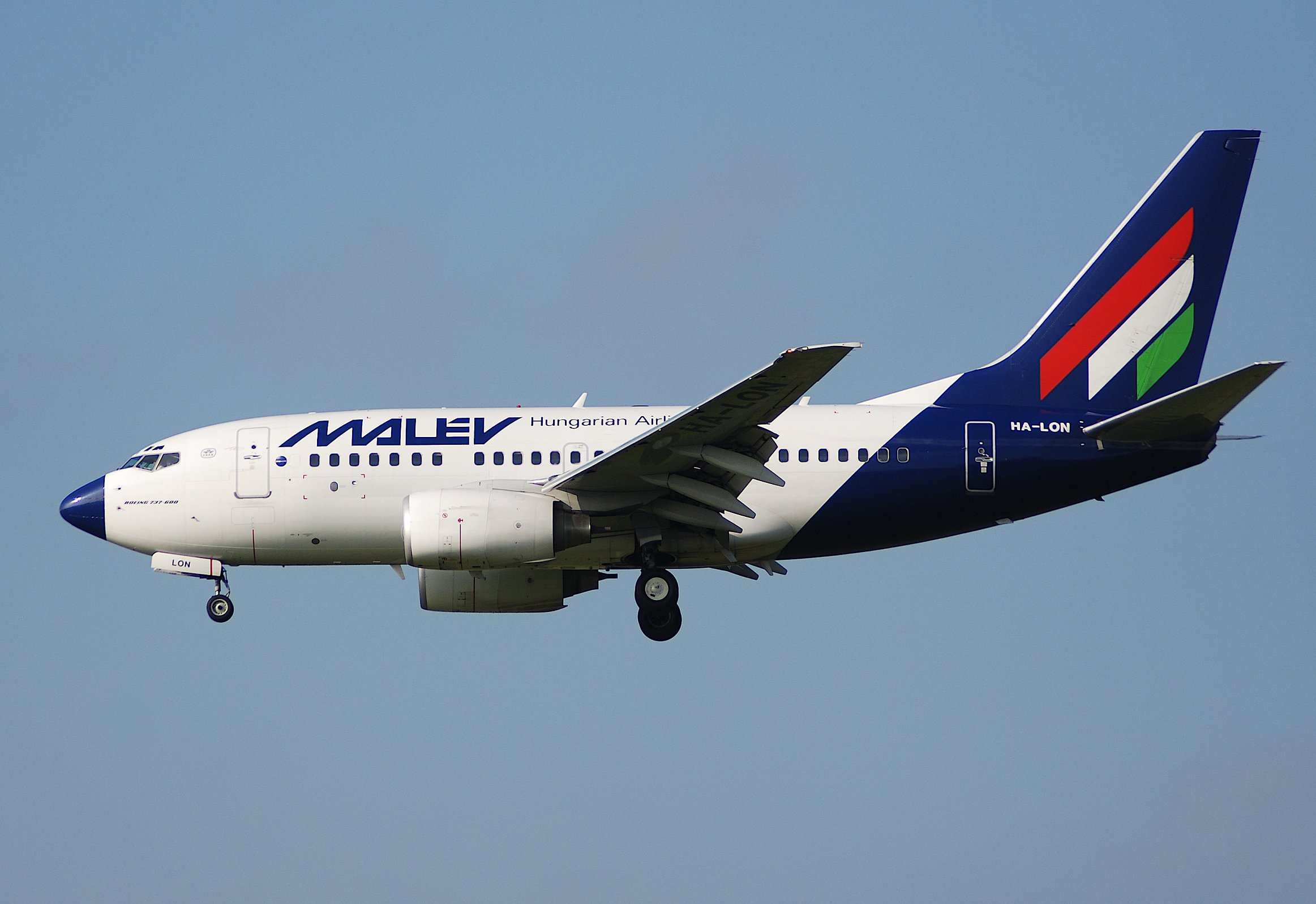
Boeing 737-600
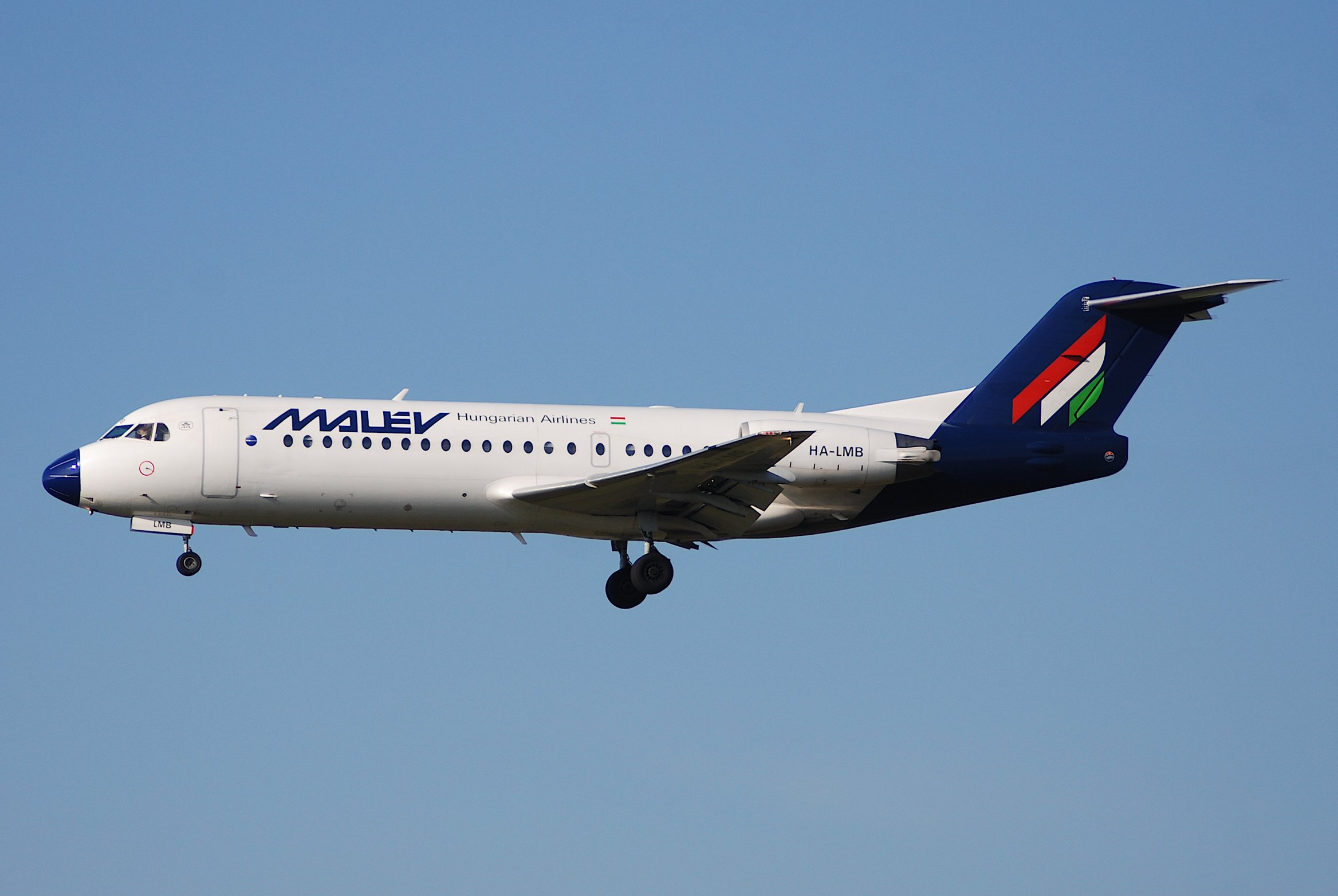
Fokker 70
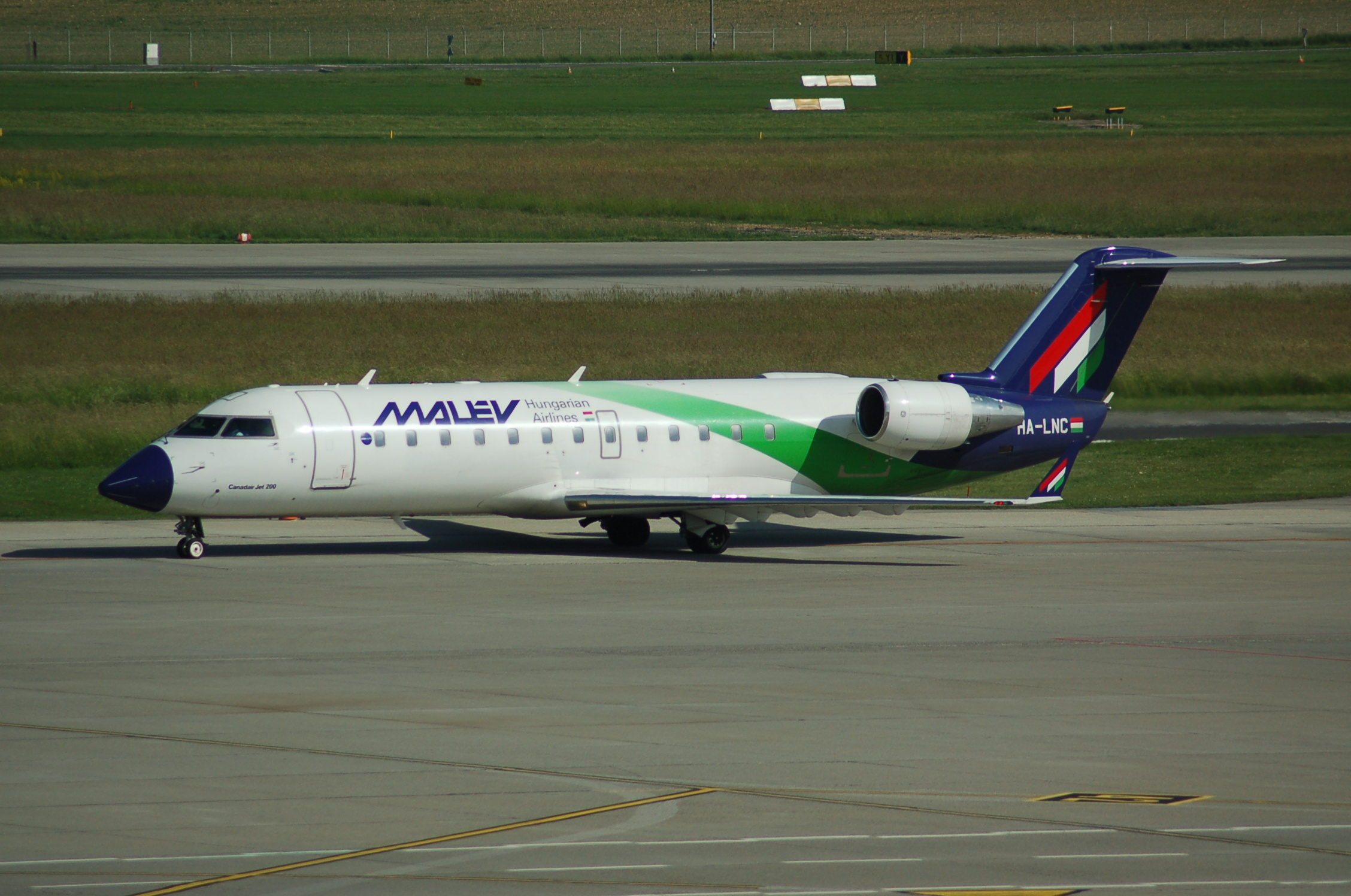
Bombardier CRJ 200
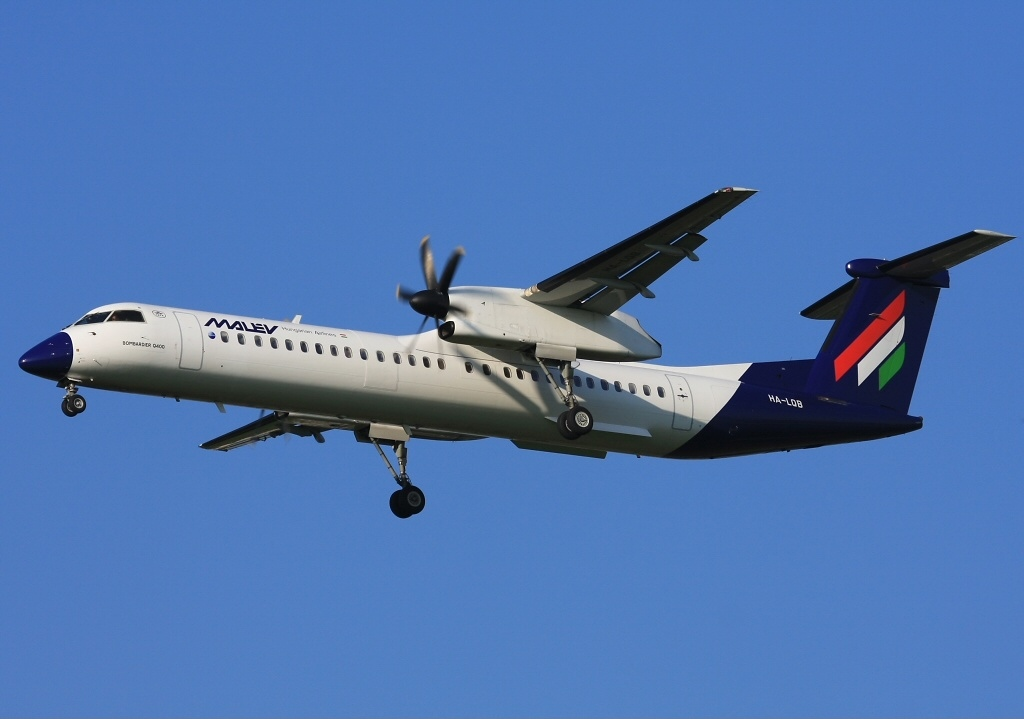
De Havilland DHC-8

- Lissunow Li-2
- Iljuschin Il-14
- Iljuschin Il-18
- Jakowlew Jak-40
- Tupolew Tu-134
- Tupolew Tu-154

## Zwischenfälle
- Am 13. Juli 1956 brachten sieben Entführer eine Li-2 der Malév (Luftfahrzeugkennzeichen HA-LIG) auf dem Inlandflug von Győr nach Szombathely in ihre Gewalt und veranlassten eine Kursänderung mit Landung in Ingolstadt. Das Flugzeug blieb unbeschädigt, über Personenschäden liegen keine Angaben vor. Dort beantragten sie politisches Asyl. Dies war die erste Entführung eines zum Ostblock gehörenden Verkehrsflugzeuges in den Westen.[17][18]

- Am 6. August 1961 stürzte eine Douglas TS-62 (C-47/DC-3) der Malév (HA-TSA), mit der ein Rundflug über Budapest durchgeführt wurde, nach einem Kontrollverlust auf ein Wohnhaus, wobei alle 27 Insassen und drei Personen am Boden getötet wurden. Es wurde festgestellt, dass die Piloten gegen Betriebsvorschriften verstoßen hatten, indem sie Dritten Zugang zum Cockpit gewährten und verbotene Kunstflugmanöver flogen (siehe auch Flugunfall in Budapest 1961).

- Am 19. November 1969 überrollte eine Tupolew Tu-134 der Malév (HA-LBA) bei der Landung auf dem Flughafen Istanbul-Yeşilköy (Türkei) das Landebahnende. Das Fahrwerk brach zusammen, als das Flugzeug auf weichen Boden auflief. Der Navigator im Bug des Flugzeugs wurde verletzt. Alle Insassen, Besatzungsmitglieder und Passagiere, überlebten den Unfall.[19]

- Am 28. August 1971 stürzte eine Iljuschin Il-18 der Malév (HA-MOC) beim Endanflug nach Instrumentenflugregeln nahe der Insel Saltholm ins Meer. Flugzeugführer war der bekannte ungarische Weltkriegsflieger Dezső Szentgyörgyi, der im Anflug die Kontrolle über das Flugzeug verlor. Von den 34 Insassen überlebten nur 2 Passagiere den Unfall (siehe auch Malév-Flug 731).[20]

- Der zweitschwerste Unfall in der Geschichte der Malév ereignete sich am 16. September 1971, als eine Tu-134 bei schlechtem Wetter in der Nähe des internationalen Flughafens von Kiew abstürzte. Alle 49 Insassen kamen ums Leben (siehe auch Malév-Flug 110).

- Am 15. Januar 1975 wurde eine auf einem Positionierungsflug vom Flughafen Berlin-Schönefeld zum Flughafen Budapest befindliche Iljuschin Il-18W der Malév (HA-MOH) bei einem versuchten Durchstarten 1.360 Meter hinter der Landebahn des Flughafens Budapest ins Gelände geflogen, wobei alle an Bord befindlichen neun Personen starben. Es wurde vermutet, dass der Flugkapitän bei dichtem Nebel die Landebahnbefeuerung mit der Beleuchtung des Vorfeldes verwechselt hatte (siehe auch Malév-Flug 801A).

- Am 30. September 1975 stürzte eine Tu-154 der Malév auf dem Weg von Budapest nach Beirut (Flug 240) mit 50 Passagieren und 10 Besatzungsmitgliedern kurz vor der Landung gegen 3 Uhr morgens ins Meer. Das Wrack liegt vermutlich in 600 bis 1000 Meter Tiefe, der Flugschreiber wurde nie gefunden. Es wurde nie ein detaillierter Untersuchungsbericht über diesen schwersten Unfall in der Geschichte der Gesellschaft veröffentlicht. Am Tag vor dem Absturz hatte die PLO ihr Büro in Budapest eröffnet. Es gibt Spekulationen darüber, dass ein Abschuss durch das israelische oder syrische Militär einer PLO-Delegation galt, die sich jedoch tatsächlich nicht an Bord des Flugzeuges befand, oder dass eine unbekannte Fracht an Bord mitgeführt wurde, da das Flugzeug nur zu etwa einem Drittel mit Passagieren besetzt war. Angehörige der Crew unternahmen auf eigene Faust Aufklärungsversuche, fanden aber nur heraus, dass offizielle Stellen in Ungarn wie im Libanon der Auffassung waren, dass das Flugzeug durch äußere Einwirkung zum Absturz gebracht wurde, ohne dieser Vermutung weiter nachzugehen.[21] Die Gräber der aus dem Wasser geborgenen und im Krankenhaus obduzierten Leichen sind nicht auffindbar.[22] Im Jahr 2003 wurde festgestellt, dass in Ungarn keine offiziellen Dokumente mehr über den Zwischenfall existierten; aber auch die Details dieses Berichts blieben geheim. Im Januar 2009 wurde bezüglich dieses Falls ein Fragenkatalog an die Europäische Union übermittelt (siehe auch Malév-Flug 240).[23]

- Am 21. September 1977 wurde eine auf einem Flug von Istanbul nach Budapest mit planmäßigem Zwischenstopp in Bukarest befindliche Tupolew Tu-134 der Malév (HA-LBC) bei Urziceni, Rumänien ins Gelände geflogen, nachdem die Piloten ein kontinuierliches Sinken der Maschine, welches aus einem Flug mit zu geringer Leistung resultierte, nicht bemerkt hatten. Nach dem Aufprall schlitterte die Maschine in ein Feld und geriet in Brand, 29 der 53 Insassen starben (siehe auch Malév-Flug 203).

Seit 1978 hatte die Malév außer einem Todesfall bei Wartungsarbeiten keine Zwischenfälle mit tödlichen Folgen mehr zu verzeichnen.